# Buchholz (Schleswig-Holstein )
Buchholz es un municipio situado en el distrito de Dithmarschen, en el estado federado de Schleswig-Holstein (Alemania), con una población a finales de 2016 de unos 1005 habitantes.
Se encuentra ubicado al oeste del estado, cerca del mar del Norte y a poca distancia al norte del canal de Kiel.